# Villa Marienlust (Dresden)

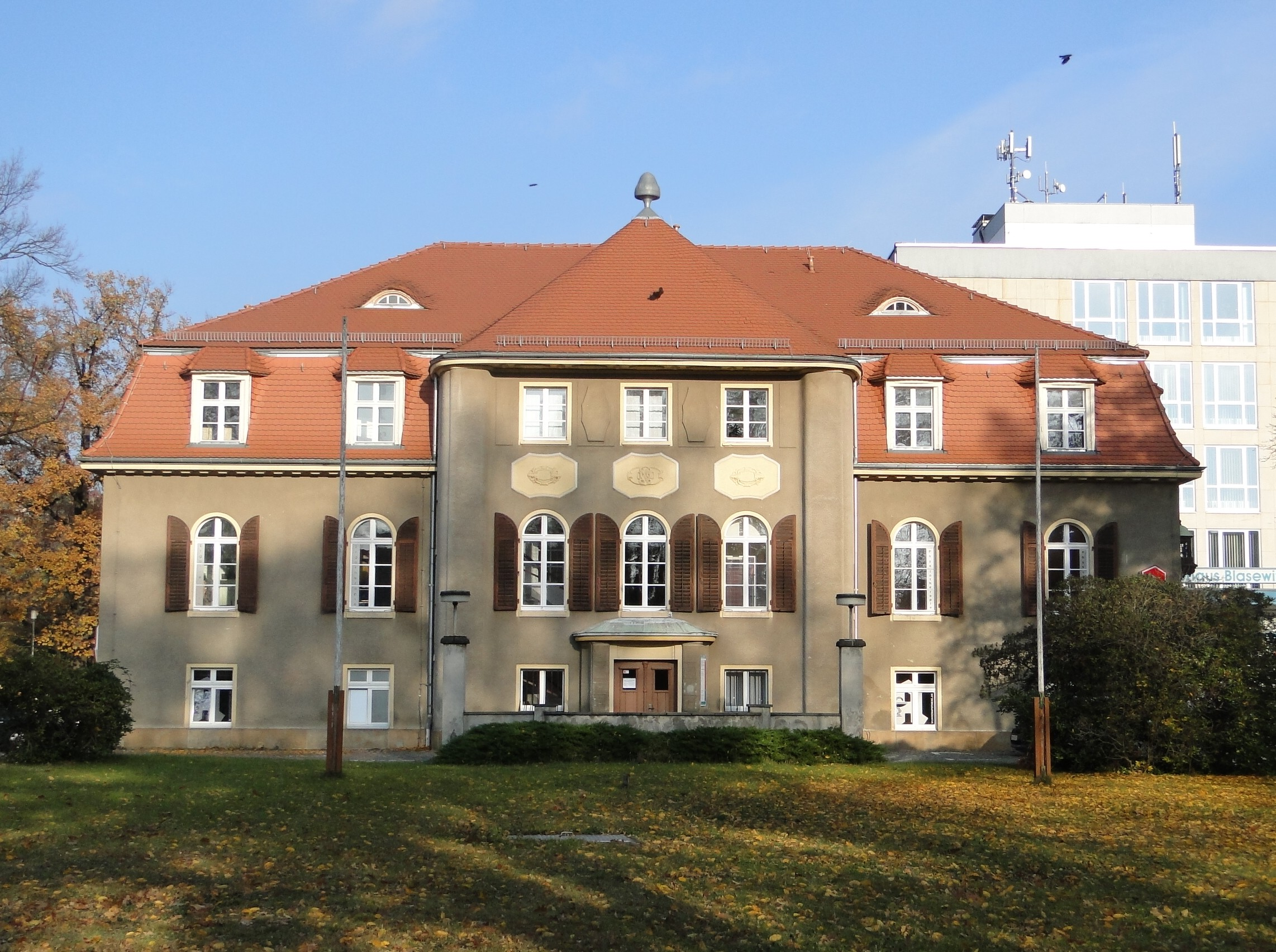
Die Villa Marienlust 2009, rechts im Hintergrund der Klinikneubau der 1970er Jahre

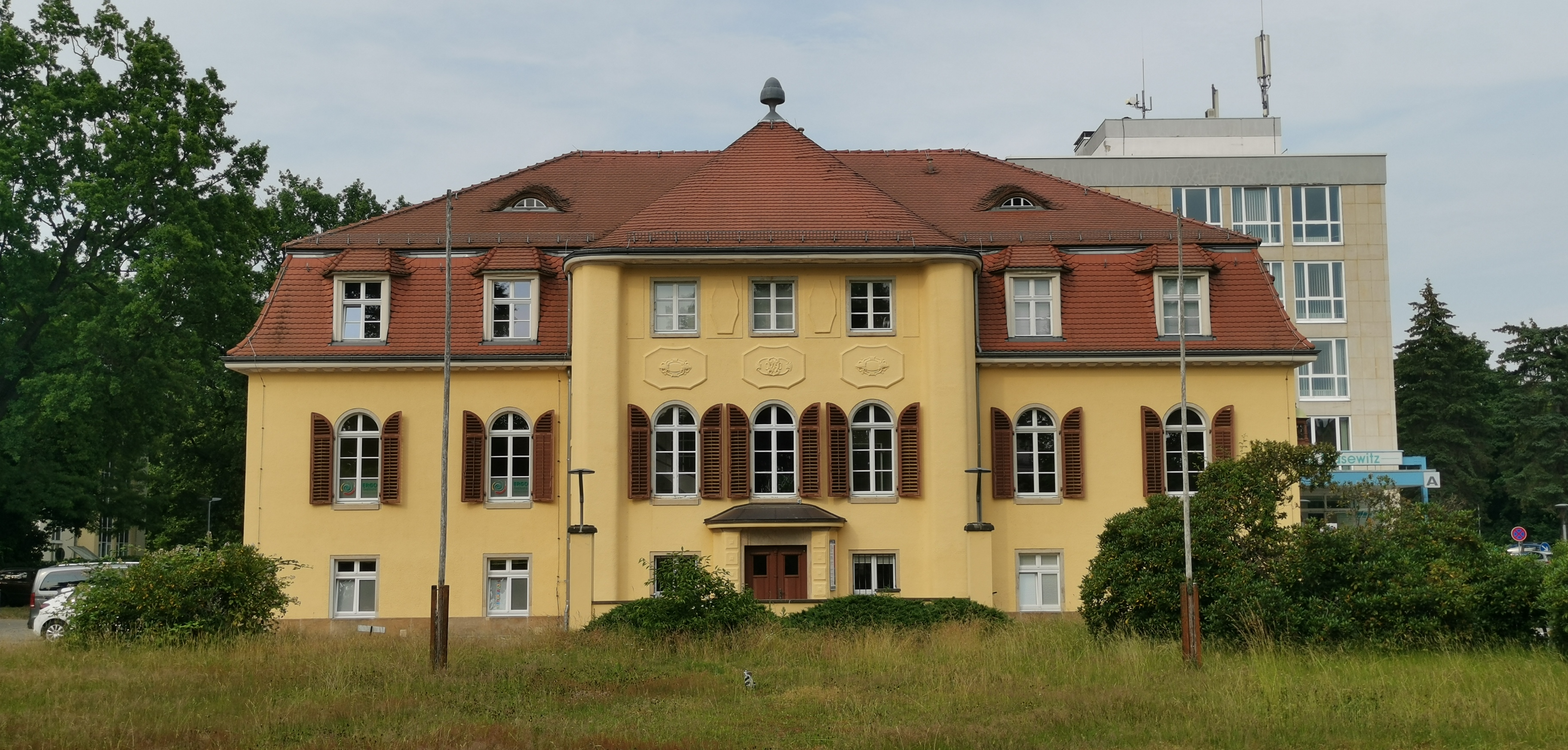
Villa Marienlust, 2023

Die Villa Marienlust ist ein denkmalgeschütztes Gebäude auf der Naumannstraße 3 im Dresdner Stadtteil Blasewitz. Wegen ihrer Nutzung durch den sächsischen Ministerpräsidenten Walther Schieck wird die Villa auch „Ministerpräsidentenvilla“ beziehungsweise Villa Schieck genannt.

## Geschichte
In der Mitte des 19. Jahrhunderts erwarb der Besitzer der Dresdner Löwenapotheke Otto Schneider ein 17.000 Quadratmeter großes, bis zur Elbe gehendes Grundstück am damals unbebauten Blasewitzer Elbufer. Er ließ sich 1849 ein kleines Sommerhaus darauf bauen, das er „Villa Marienlust“ nannte. Erste Nachbargrundstücke entstanden erst 1869. 
Schneiders Tochter Marie Amalie heiratete den Hofrat und Arzt Julius Leopold Schieck; beide bezogen die Villa im Jahr 1881, in der der 1874 geborene Sohn Walther Schieck aufwuchs. Als die Löwenapotheke 1907 abgerissen werden sollte, verkaufte sie die Familie und finanzierte mit dem Erlös im selben Jahr den Aus- und Umbau der Villa durch Schilling & Graebner zu ihrer heutigen Größe. Walther Schieck bezog 1903 eine eigene Wohnung, wohnte jedoch während seiner Amtszeit als sächsischer Ministerpräsident 1930 bis 1933 in der Villa. Das Gebäude ging während der Zeit des Nationalsozialismus in den Besitz des Deutschen Reichs über. Später befand sich in der Villa die sowjetische Kommandantur. 
Im Jahr 1948 zog die Blasewitzer Poliklinik in die Villa ein. Diese erhielt in den 1970er Jahren einen Neubau hinter der Villa, der erst in ihrer Achse erbaut werden sollte, jedoch zur Rettung einer um die Entstehungszeit der Villa gepflanzten, schützenswerten Blutbuche um etwa 25 Meter nach rechts (südöstlich) verlegt wurde. Seit 1976 existiert ein Verbindungsflügel zum Neubau der Klinik, die seit 1990 Ärztehaus Blasewitz heißt. Heute wird die Villa durch eine Apotheke und die Verwaltung des Ärztehauses genutzt.
Das Äußere der Villa zeigt zur Straßenseite hin eine schlichte Fassade, weist auf der Rückseite jedoch historische Ausschmückungen auf. Die Villa hat ein Mansarddach und Rundbogenfenster.